# Sávio Oliveira do Vale
Sávio Oliveira do Vale (Río Grande, Brasil, 1 de noviembre de 1984), futbolista brasilero. Juega de defensa y su actual equipo es el Estrella Roja de Belgrado de la Superliga de Serbia.

## Clubes
| Club                      | País       | Año       |
| ------------------------- | ---------- | --------- |
| São Paulo FC              | Brasil     | 2002-2004 |
| EC Pelotas                | Brasil     | 2004-2006 |
| Porto Alegre FC           | Brasil     | 2006-2007 |
| F. K. Zeta                | Montenegro | 2007-2009 |
| Estrella Roja de Belgrado | Serbia     | 2009-     |